# Amatorzy Włodzimierz
Amatorzy Włodzimierz – polski klub piłkarski z siedzibą we Włodzimierzu.

## Historia
Klub Amatorzy Włodzimierz został założony w 1925 roku. W 1933 wywalczył awans do wołyńskiej Klasy A, w której występował przez trzy sezony do 1936 roku. Był jedynym klubem z Włodzimierza, występującym na drugim poziomie polskich rozgrywek ligowych.

## Poszczególne sezony
Pozycje ligowe Amatorów z sezonów 1932-1936:
| Sezon | Rozgrywki ligowe | Rozgrywki ligowe                  | Rozgrywki ligowe |
| Sezon | Liga             | Liga                              | Miejsce          |
| ----- | ---------------- | --------------------------------- | ---------------- |
| 1932  | III              | Klasa B (Wołyński OZPN)           | 3                |
| 1933  | III              | Klasa B (Wołyński OZPN)           | 1                |
| 1934  | II               | Klasa A (Wołyński OZPN)           | 5/8              |
| 1935  | II               | Klasa A (Wołyński OZPN)           | 8/10             |
| 1936  | II               | Klasa A (Wołyński OZPN, gr. Łuck) | 5/5              |